# دان باو
دان باو (بالهولندية: Daan Paau)‏ (ولد في 11 نوفمبر 1985) هو لاعب كرة قدم هولندي يلعب كلاعب وسط.